# Sint Antoniusveld (Venray)
Antoniusveld is een moderne nieuwbouwwijk in Venray (Limburg). Vroeger lag op deze plaats het gehucht Lull.

## Ligging
De woonwijk Antoniusveld ligt ingesloten tussen de Stationsweg, de Henri Dunantstraat, de A73 en het Vincent van Gogh Instituut te Venray. Het is een moderne nieuwbouwwijk uit midden jaren negentig en ligt tussen de oudere wijken Brukske (jaren 70) en Landweert (jaren 80).

## Naam van de wijk
De huidige wijk dankt zijn naam aan een kapelletje dat langs de Stationsweg staat, de Sint-Antoniuskapel. Het lag precies op grens van de parochie van Sint Petrus' Bandenkerk (Venray) met de oude heerlijkheid Oostrum. Het kapelletje is mogelijk rond 1650 gesticht door de Franciscanen, die een speciale verering hadden voor Antonius en deze verering ook bevorderden in de omgeving. In 2005 heeft men het kapelletje verplaatst naar een andere plek aan de Stationsweg.

## Opgravingen
In de Romeinse tijd werd dit gebied al bewoond. Daarom besloot men in 1996, voordat men met de nieuwbouw Sint Antoniusveld begon, eerst een uitgebreid archeologisch bodemonderzoek te verrichten op het terrein van het gehucht Lull, dat eens tot de oudste plaatsnamen in de streek kon worden geteld. Op dit moment zijn er plannen om de oude naam in ere te herstellen door het plaatsen van nieuwe borden.
In 1993 vond men een Romeins graf met zeventiendelig vaatwerk, waaronder een reukflesje.

## Bezienswaardigheden
- Sint-Annakapel, 17e-eeuws
- Sint-Antoniuskapel, 17e-eeuws